# Ordine di Mapungubwe
L'Ordine di Mapungubwe è un ordine cavalleresco del Sudafrica.

## Storia
L'Ordine è stato istituito il 6 dicembre 2002 ed è dedicato all'antico Regno di Mapungubwe che esisteva nell'angolo settentrionale del Paese un millennio fa. Il Regno aveva un sistema statale sofisticato e un'agricoltura sviluppata. Ha inoltre sviluppato un'industria mineraria e metallurgica. Il Regno con altri paesi e persino in Cina. 
L'Ordine viene conferito ai cittadini sudafricani per eccellenza e per successo eccezionale.

## Classi
L'Ordine dispone delle seguenti classi di benemerenza che danno diritto a dei postnominali qui indicati tra parentesi:
- Platino (OMP), per risultati eccezionali e unici
- Oro (OMG), per risultati eccezionali
- Argento (OMS), per risultati eccellenti
- Bronzo (OMB), per risultati notevoli

## Insegne
- L'insegna contiene i seguenti elementi: 
  - i quattro angoli del globo: che simboleggiano le conquiste dei sudafricani in tutto il mondo;
  - un sole levante: che simboleggia la nuova alba che sorge dall'Africa;
  - le colline di Mapungubwe: che fanno da sfondo, una collina di arenaria con un deposito di fango indurito in una zona subtropicale con piogge estive erratiche. Gli scavi hanno mostrato che l'eccellenza è nata da circostanze naturali più difficili;
  - il rinoceronte di Mapungubwe: il legno noto più artefatto è stato trovato in una tomba presso il sito di scavo, una statuetta dorata formata intorno a un nucleo morbido, probabilmente scolpita, testimonianza dell'eccellenza e dell'intraprendenza degli uomini presenti nel Regno;
  - lo scettro di Mapungubwe: un altro dei reperti rinvenuti in una tomba presso il sito di scavo;
  - dei crogioli decorati con oro: le forme simmetriche della base e lo straripante crogiolo d'oro simboleggiano l'abbondanza di eccellenza, scienza e creatività, a testimonianza dei primi successi nella metallurgia;
  - la fornace: che simboleggia la purificazione e la vita sostenuta dalle proprietà del fuoco, impiegate fin dall'età del ferro, per promuovere lo sviluppo e l'eccellenza nelle società e nelle comunità.
- Il nastro è giallo pallido con due strisce bianche e un rinoceronte pure bianco. Tutte e tre le classi sono portato intorno al collo.